# Leela Vernon
Pour les articles homonymes, voir Vernon.
Leela Vernon, née le 21 octobre 1950 et morte le 19 février 2017, est une icône culturelle bélizienne connue pour ses contributions à la préservation de la culture créole dans le pays. Elle reçoit le titre de « Reine du Brukdown (en) », l'Ordre de l'Empire britannique pour la promotion de la culture et de la musique créoles, et est nommée Artiste de l'année de Brukdown en 2004. En 2016, l'Institut national de la culture et de l'histoire lui décerne le titre de Héroïne nationale.

## Biographie
Lila Genus Martinez est née le 21 octobre 1950 près de Punta Gorda, dans une région frontalière contestée entre le Honduras britannique et le Guatemala. Aucun des deux pays ne voulait délivrer d'acte de naissance, mais ses parents Gladys Matilda Genus et Alfredo Martinez Jiménez ont finalement réussi à obtenir un acte de naissance et un passeport du Guatemala,. Son père est chiclero, voyageant dans les camps de chiclé le long de la frontière pour récolter la gomme naturelle, et sa mère est cuisinière. Son père descend de Jemima Hariniah Hause, une esclave en fuite originaire de Sierra Leone, qui fuit le Mexique pour le Belize et épouse un Bélizien du nom de Harrison. Sa mère, Secondina Jiménez, d'origine maya, épouse un boulanger italo-espagnol du nom de Martinez. Le père de sa mère, Henry Genus, émigre de Jamaïque pour travailler à la United Fruit en 1897, avant de s'installer au Honduras britannique avec son épouse bélizienne, Jemima.
Leela, comme on l'appelait, grandit en voyageant dans les petits villages du sud du Honduras britannique, jusqu'à l'âge de cinq ans environ, lorsqu'elle déménage à Punta Gorda pour vivre avec ses grands-parents maternels. Elle fréquente l'école St. Peter Claver de son niveau primaire jusqu'à trois ans de lycée avant d'épouser Mario Samuel Vernon, un boulanger, qui a plus tard exploité la station Texaco de la ville. Les Vernon ont quatre enfants avant que Mario ne soit assassiné en 1981 : Juliette, Mario Samuel Jr, France Kevin et André Robert. Son dernier enfant, Danika Sierra, est la fille de Narmo Sierra.

### Carrière
En 1987, Leela Vernon forme une troupe de danse connue sous le nom d'Ibolites (alias Ebolites) avec quatre autres danseurs. Leur objectif est d'exprimer la culture kriol par la musique et la danse traditionnelles et de promouvoir l'éducation du Brukdown (en) et la fierté culturelle de ce riche patrimoine. Le groupe se produit dans des écoles de tout le pays, comptant plus de soixante-dix membres, et effectue des tournées dans les Caraïbes, notamment à la Dominique, en République dominicaine, au Nicaragua et au Panama. En 1991, elle interprète une chanson qu'elle a écrite, Ah Wah Know Who Seh Creole No Gàh No Culture (« Je veux savoir qui dit que les Créoles n'ont pas de culture »), lors des Jeux du Belize. La performance, soutenue par les Ibolites, est mémorable et la chanson est devenue l'une de ses œuvres les plus appréciées.
En 1993, elle compose et interprète, dans le cadre du projet international de paix et de protestation de l'université de San Carlos du Guatemala, Blackness in the Sunrise. La chanson, qui traite de l'esclavage dans la région, est récompensée par un ruban. En 1994, le groupe est sélectionné pour faire partie des représentations artistiques lors de la visite de la reine Élisabeth. Vernon compose une chanson, Welcome to Belize by the Sea, pour la représentation spéciale de la monarque. L'année suivante, le groupe effectue une tournée internationale, se produisant à New York et à Veracruz, au Mexique. En 1997, le groupe se joint à la Belize National Dance Company pour un voyage en France et en Espagne, où Vernon travaille en tant que chorégraphe culturelle pour plus de cinquante représentations.
En 2001, elle publie un CD intitulé Kriol Kolcha avec la chanson principale Ah Wah Know Who Seh Creole No Gàh No Culture. En 2011, son cinquième CD est lancé avec une traduction de l'hymne national du Belize Land of the Free en langue kriol : O, Lan a di free,. Le kriol étant la langue véhiculaire au Belize, Leela Vernon estime que la disponibilité de l'hymne en kriol permettrait une meilleure compréhension des paroles par les différents groupes ethniques du pays.
Vernon cofonde, avec l'une de ses filles, le premier Conseil créole du Belize à Punta Gorda. Lorsqu'en 1995, le National Kriol Council est créé à Belize City, Vernon est l'un des moteurs de l'organisation et est élue première vice-présidente. Parmi les nombreux projets de l'organisation figurent la normalisation de la langue et la publication d'ouvrages tels que des dictionnaires et la Bible en langue Kriol.
En 2004, Vernon remporte le concours national de Brukdown et est couronnée artiste de l'année. En 2007, elle reçoit l'Ordre de l'Empire britannique en reconnaissance de ses efforts pour promouvoir la musique et la culture kriol. En 2011, elle reçoit le titre de femme de l'année dans le cadre d'un prix culturel décerné par Flavors Entertainment et en 2016, elle est désignée comme Héroïne nationale par l'Institut national bélizien de la culture et de l'histoire.
Elle meurt le 19 février 2017 d'un arrêt cardiaque, alors qu'elle avait été hospitalisée quelques jours plus tôt au Karl Heusner Memorial Hospital pour des complications rénales,.